# Die Tatarenwüste
Der Roman Die Tatarenwüste (Il deserto dei Tartari) von Dino Buzzati erschien 1940 und beschreibt das Leben des Offiziers Giovanni Drogo in einer abgeschiedenen Garnisonsfestung. Frühere deutsche Ausgaben sind unter den Titeln Im vergessenen Fort und Die Festung erschienen.

## Handlung
Protagonist der Handlung ist Giovanni Drogo, der als junger Offizier voller Hoffnungen in der fiktiven Festung Bastiani eintrifft; vorerst nur mit der Absicht, dort vier Monate Dienst zu leisten. Die entlegene Festung bewacht einen Gebirgspass an der Grenze zu einem nicht näher bezeichneten Reich. Die Besatzung beobachtet die titelgebende Tatarenwüste, die sich auf der anderen Seite des Passes erstreckt. Ort und Zeit der Handlung sind darüber hinaus nicht näher definiert: Die Festung und die Figuren tragen zwar italienische Namen, aber der Raum bleibt anonym, wie Barbara Baumann in ihrer Untersuchung zur Thematik in Buzzatis Erzählwerk schreibt: „... die Stadt, aus der Drogo aufbricht, hat keinen Namen, ebensowenig kennen wir Drogos Nationalität.“ Die Ausrüstung der Festungsbesatzung deutet auf das mittlere 19. Jahrhundert hin, auch Eisenbahnen werden einmal erwähnt.
Das Leben in der Festung ist sehr eintönig und geprägt durch die Erwartung eines möglichen Angriffs der Tataren, die, der Legende nach, hinter der Wüste leben. Ein Angriff gäbe den in der Festung stationierten Soldaten Gelegenheit, Ruhm und Ehre zu erlangen. Nach vier Monaten hat sich Drogo an die Routine des Dienstes gewöhnt und bleibt. Inzwischen glaubt er selbst an die Legende vom drohenden Angriff der Tataren.
Während Drogo sich bereithält, eine Attacke abzuwehren und den damit verbundenen Ruhm zu ernten, leben seine Freunde und Verwandten in der Stadt ihre Leben. Als endlich, nach Jahrzehnten des Wartens, tatsächlich der Aufmarsch der Tataren erfolgt, erkrankt Drogo und wird aus der Festung gebracht. Er stirbt einsam in einer Herberge.

## Hintergrund
Buzzati – auch Redakteur der Tageszeitung Corriere della Sera – sagte in einem Interview, dass er die Idee zum Roman während langer Nachtdienste in der Redaktion gehabt habe. Während dieser Nachtdienste sei ihm die Monotonie des großstädtischen Lebens bewusst geworden. Er habe sich oft vorgestellt, dass diese Routine endlos so weitergehen und sein Leben unnütz aufgezehrt werde. Die Umsetzung dieser Idee in einer phantastisch-militärischen Welt sei für ihn fast instinktiv gewesen.

## Rezeption
Der Roman war ein Publikumserfolg und wurde in fast alle europäischen Sprachen übersetzt. In Paris löste die Publikation der französischen Übersetzung 1949, so Maike Albath, „eine regelrechte Buzzati-Manie“ aus; der begeisterte Albert Camus übersetzte später ein Theaterstück Buzzatis.
Für Kindlers Neues Literatur-Lexikon, das auch einen Vergleich mit Camus zieht, ist Die Tatarenwüste das bedeutendste Werk Buzzatis, das sprachlich „von derselben faszinierenden Eindringlichkeit, deren schwermütige Bilder den Leser in ihren Bann ziehen“ sei wie seine zwei Jahre später erschienene Erzählung Die sieben Boten. Auch für Maike Albath liegt es an der „schlackenlosen, präzisen“ Sprache, dass der Roman „nichts von seiner Spannkraft eingebüßt“ habe. Die „schmucklose, kühle Prosa“ habe mit dem Ideal des „schönen Stils“ gebrochen und etwas Modernes ausgestrahlt. Manfred Hardt hingegen, der Buzzatis erzählerisches Gesamtwerk in seiner Geschichte der italienischen Literatur als „inhaltlich und sprachlich leicht konsumierbare[…] Prosa“ charakterisiert, bezeichnet Die Tatarenwüste als einen „anspruchslos geschriebenen“ Roman, dessen großer Erfolg sicher auch damit zusammenhänge, „daß das im Roman entwickelte Motiv des ungewissen Wartens auf ein bevorstehendes kriegerisches Ereignis vom Publikum auf die aktuelle Situation Italiens am Beginn des Zweiten Weltkriegs bezogen wurde“.
Die Tatarenwüste, wie Buzzatis literarisches Werk überhaupt, wird häufig mit Franz Kafka verglichen. So schreibt Kindlers Neues Literatur-Lexikon (2. Auflage), der Roman sei eine „in ihren hintergründigen Bildern und phantastischen Visionen an Kafka gemahnende, ergreifende Parabel des durch Hoffnung und Illusion um seinen Sinn betrogenen Lebens“. Buzzati selbst störte sich an diesen Vergleichen und bezeichnete Kafka als „mein Kreuz“ (la mia croce), da er von Anfang an nichts habe veröffentlichen können, ohne dass nicht irgendjemand sofort „Ähnlichkeiten, Ableitungen, Nachahmungen oder geradezu dreiste Plagiate auf Kosten des böhmischen Schriftstellers“ gesehen habe. Nach der Literaturwissenschaftlerin Barbara Baumann lasse sich nicht genau feststellen, wie gut Buzzati das Werk Kafkas gekannt hat. Buzzatis spätere Ehefrau Almerina habe berichtet, dass er Das Schloss bei der Abfassung der Tatarenwüste noch nicht gelesen hatte.
Der Roman wurde 1999 in die Liste Die 100 Bücher des Jahrhunderts der Pariser Tageszeitung Le Monde aufgenommen.

## Verfilmungen
Der Roman wurde 1976 von Valerio Zurlini unter seinem Titel Die Tatarenwüste verfilmt. In den Hauptrollen spielten Jacques Perrin, Vittorio Gassman und Max von Sydow, die Musik schrieb Ennio Morricone. Auch der Film Luka der Regisseurin Jessica Woodworth (2023) basiert auf dem Buch.

## Ausgaben
Italienische Erstausgabe:
- Il deserto dei Tartari. Rizzoli, Milano 1940.

Deutsche Ausgaben:
- Im vergessenen Fort. Übersetzung aus dem Italienischen von Richard Hoffmann. Bischoff, Berlin/Wien/Leipzig 1942.
- Die Festung. Aus dem Italienischen übertragen von Percy Eckstein und Wendla Lipsius. Biederstein, München 1954.
  - Diese Übersetzung ist später unter dem Titel Die Tatarenwüste auch in verschiedenen Lizenzausgaben erschienen, so 1977 bei Ullstein, Frankfurt a. M. (ISBN 3-548-03362-8), und 1982 in der DDR bei Reclam, Leipzig.
  - Von Julika Brandestini überarbeitete Übersetzung: Die Tatarenwüste. Mit einem Nachwort versehen von Maike Albath. AB – Die Andere Bibliothek, Berlin 2012. ISBN 978-3-8477-0333-4 (Die Andere Bibliothek; Band 333)
- Die Tatarenwüste. Aus dem Italienischen von Stefan Oswald. Klett-Cotta, Stuttgart 1990. ISBN 3-608-95643-3
  - Diese Übersetzung wurde 1993 und 1995 von Klett-Cotta in der Reihe Greif-Bücher neu aufgelegt (ISBN 3-608-95945-9) und ist 1998 als Lizenzausgabe in der Reihe der Fischer-Taschenbücher erschienen (ISBN 3-596-13638-5).